# Frontière entre le Nebraska et le Wyoming
La frontière entre le Nebraska et le Wyoming est une frontière intérieure des États-Unis délimitant les territoires du Nebraska à l'est et du Wyoming à l'ouest.
Son tracé rectiligne sur une orientation nord-sud suit le 104e méridien ouest de son intersection avec le 43e parallèle nord jusqu'au celle avec le 41e parallèle nord. On y trouve le tripoint entre le Wyoming, le Nebraska et le Colorado.

Bâtiments agricoles à cheval sur la frontière, à Pine Bluffs.